# Duduwetan
Duduwetan is een bestuurslaag in het regentschap Purworejo van de provincie Midden-Java, Indonesië. Duduwetan telt 702 inwoners (volkstelling 2010).